# Ilyas Zeytulaev
Ilyas Zeytulaev est un footballeur ouzbek né le 13 août 1982 à Angren en Ouzbékistan.

## Carrière

### En club
- 2001–2005 : Juventus FC  Italie
- 2005–2007 : Reggina Calcio  Italie
- 2006 : → FC Crotone (prêt)  Italie
- 2006 : → Genoa CFC (prêt)  Italie
- 2007 : → Vicenza Calcio (prêt)  Italie
- 2007–2008 : Hellas Vérone  Italie
- 2008–2009 : Pescara Calcio  Italie
- 2009–2013 : SS Virtus Lanciano  Italie

### En sélection
10 sélections et 2 buts avec l'équipe d'Ouzbékistan de football entre 2001 et 2007.